# Animal Kingdom (film)
Animal Kingdom è un film australiano del 2010 scritto e diretto da David Michôd. Interpretato da James Frecheville, Ben Mendelsohn, Joel Edgerton, Guy Pearce, Luke Ford, Sullivan Stapleton e Jacki Weaver. Il film ha ricevuto numerosi premi e candidature e la Weaver ha avuto, per la parte, una candidatura agli Oscar come miglior attrice non protagonista.
La sceneggiatura di Michôd è stata ispirata dalla storia della famiglia Pettingill di Melbourne. Nel 1988 Trevor Pettingill, accusato dell'omicidio di due agenti di polizia di Victoria, è stato assolto grazie alle testimonianze di un cugino e all'inconsistenza dell'impianto accusatorio. La trama è basata sulle vicende della sparatoria realmente avvenuta nel 1988 a Walsh Street, nel quartiere South Yarra di Melbourne.

## Trama
A Melbourne, dopo la morte della madre per overdose di eroina, il diciassettenne Joshua Cody va a vivere con la nonna Janine, detta "Smurf", matriarca di una nota famiglia criminale della città, e i suoi tre figli: Andrew Cody, detto "Pope", rapinatore ricercato dalla polizia, Craig, trafficante di droga e Darren, il più giovane, costretto da Pope a seguire le orme dei fratelli. Barry Brown, amico e complice di Pope, nonostante sia costantemente seguito da un gruppo di agenti della polizia criminale che intendono uccidere Pope, decide di rischiare e lo incontra in un centro commerciale. Gli spiega che è stanco, vorrebbe lasciare il gioco, smettere di fare il rapinatore e investire altri soldi in borsa, visto che quelli che ha sono aumentati. Pope lo ascolta ma non lo capisce: non sa niente di borsa e finanza, non ha nemmeno un computer. Non vuole cambiare. Quando Baz (Barry) esce dal centro commerciale i poliziotti della squadra lo affrontano e, nonostante Baz sia disarmato, lo uccidono con un colpo di fucile. Pope, che vede tutta la scena, fugge.
Pope e Craig decidono di vendicare Baz: organizzano un agguato a due poliziotti di pattuglia. Pope chiede a Joshua di rubare un'auto. La piazzano in mezzo alla strada di un tranquillo quartiere residenziale con le portiere aperte ed i finestrini rotti. Gli abitanti dei villini circostanti chiamano subito la polizia. Sul posto arrivano due giovanissimi agenti di polizia di un reparto diverso da quelli che hanno ucciso Baz. I due agenti di pattuglia scendono circospetti e iniziano a perlustrare la macchina, ma Pope, Craig e Darren, appostati con fucili a pompa, firmano una vera e propria esecuzione.
Il giorno dopo, Pope, Darren e Joshua vengono arrestati e portati al comando di polizia, dove il sergente Nathan Leckie inizia a interrogarli. Nessuno parla ma Joshua viene trattenuto più a lungo degli altri. È della famiglia ma è solo un nipote, è giovane, potrebbe essere influenzabile. Pope comincia a insinuare sospetti su di lui e lo costringe a rompere con la sua ragazza Nicky. Nel frattempo Craig, spaventato dalla situazione, sempre più cupa, fugge da un amico che abita in una remota casa in campagna. Qui prova un fucile e chiede di potersi trattenere per un po'. L'amico sa di non potergli rifiutare l'ospitalità, ma Craig, che ha un rilevatore di cimici, si accorge che la casa è sorvegliata. Sempre più terrorizzato, decide di lasciare l'abitazione. Braccato dai poliziotti, appostati nelle vicinanze, fugge nei campi con il fucile in mano. Gli agenti - senza nemmeno intimargli di arrendersi - lo uccidono.
Pope sempre più paranoico, teme che Joshua possa tradire tutti, magari raccontando qualcosa a Nicky. Con Darren, lo pressano e gli intimano di lasciare la ragazza, cosa che il ragazzo si convince a fare anche per evitare conseguenze per Nicky e per la sua famiglia. La sera al bowling le dice che è meglio se si lasciano per un po'; lei piange e se ne va mentre arriva il sergente Leckie che, con minacce e blandizie, cerca di convincere Joshua a testimoniare contro gli zii, ma lui si rifiuta.
Mentre Joshua viene trattenuto da Leckie, la sua ragazza, Nicky, lo cerca a casa di Smurf. Trova Pope che le inietta una dose di eroina e poi la soffoca, sotto gli occhi terrorizzati e impotenti di Darren. La butta in un vicolo e attende il ritorno di Joshua. Quando rientra a casa, la mattina seguente, dopo aver trascorso la notte con Leckie, Pope gli chiede dove avesse trascorso la notte e Joshua gli risponde che è stato da Nicky. Pope capisce che Joshua ha mentito, in quanto Nicky era stata uccisa quella notte proprio da lui e insegue Joshua che scappa e scopre il braccialetto che Nicky indossava quella sera nel vialetto d'ingresso. Cerca di chiamarla ma sente il cellulare che squilla in camera di Pope. Capisce quello che è successo e fugge. A questo punto l'unico che può proteggerlo è il sergente Leckie. Joshua va da lui e accetta di testimoniare contro gli zii, entrando in un programma di protezione dei testimoni.
Trovato l'accordo con il testimone, Leckie arresta Pope e Darren e li lascia in prigione in attesa del processo. Nessuna libertà su cauzione e il progressivo deterioramento delle condizioni psicologiche di Darren, troppo fragile per sopportare la prigionia, convincono Smurf che è ora di far fuori Joshua, unico testimone diretto, su cui si impernia il castello dell'accusa. Organizza un raid per toglierlo di mezzo ricattando un poliziotto corrotto, amico di Craig.
Il poliziotto organizza una squadra di agenti corrotti e va all'assalto della casa protetta in cui - asserragliato con tre poliziotti di scorta - vive Joshua, che però riesce a fuggire. Ha contattato l'avvocato della famiglia, e si è accordato con lui e nonna Smurf, impegnandosi a scagionare Pope e Darren, in cambio del perdono e del reintegro nella famiglia. Al processo la sua testimonianza viene screditata: la sentenza di assoluzione è garantita.
Pope e Darren festeggiano in famiglia, i reporter riprendono Smurf con i suoi ragazzi, mentre brindano, nella tranquilla casa di periferia in cui abitano. La sera stessa arriva Joshua, che dopo aver salutato tutti va in camera sua a riposare. Entra Pope che sta per iniziare a parlargli, ma prima che riesca a dire qualcosa sulla situazione Joshua gli spara in testa. Dopodiché Joshua scende per le scale e abbraccia la nonna Janine, mentre sia lei sia Darren lo guardano impietriti.

## Produzione
Quando David Michôd terminò una prima sceneggiatura del film, la presentò al produttore Liz Watts, della Screen NSW. Insieme apportarono miglioramenti al progetto e riuscirono ad ottenere dalla Screen Australia un budget di 5 milioni di dollari per produrre il film. Alla produzione hanno partecipato anche le società Porchlight Films, Film Victoria, Screen NSW e Showtime Australia. La produzione del film iniziò a fine 2009, nel mese di ottobre fu svolta la fase di casting, e nei mesi successivi si svolsero le riprese, girate interamente a Melbourne, in Australia.

## Distribuzione
Il film è stato presentato per la prima volta il 22 gennaio 2010 al Sundance Film Festival. Il 3 giugno 2010 è uscito nelle sale australiane, mentre negli Stati Uniti è stato distribuito dal 13 agosto 2010 a cura della Sony Pictures. In Italia il film è stato presentato fuori concorso al Festival Internazionale del Film di Roma 2010, in seguito è stato distribuito dalla Mikado Film dal 7 gennaio 2011.

## Accoglienza

### Incassi
Complessivamente la pellicola ha incassato oltre 5 milioni di dollari.

### Critica
La pellicola ha ricevuto critiche molto positive. Negli Stati Uniti il New York Times l'ha definito uno dei film più attesi dell'estate. La rivista The Hollywood Reporter ha messo in luce come la pellicola non vada alla ricerca delle scene di violenza, di sparatorie e degli effetti speciali tipici di Hollywood, riuscendo così a dare un forte senso di realtà alle vicende raccontate. «Il miglior film crime mai realizzato in Australia» è stato il giudizio del critico Thomas Caldwell. Reazioni molti positive si sono registrate anche in Australia: il sito dedicato al mondo del cinema australiano Urbancinefile.com ha apprezzato molto il lavoro del regista, definendo la pellicola come un qualcosa di eccezionale per il cinema made in Australia.

#### Recensioni
- "(...) digressioni e sottotrame che bruciano a miccia lenta per esplodere a sorpresa con la precisione implacabile dei migliori noir. E al tempo stesso con un realismo secco e brutale (...)". Fabio Ferzetti - Il Messaggero[11]
- "Questo studio di una famiglia criminale, disfunzionale e sul punto di implodere, rappresenta un regno di animali feriti e morenti - cioè, gli animali più feroci, del tipo più pericoloso. (...) Forse il film australiano che si avvicina di più a "Quei bravi ragazzi" di Martin Scorsese. Si tratta di un dramma criminale e violento, estremamente godibile, che si situa nel mondo della malavita popolare di Melbourne (...) dove gli umani sembrano insetti o creature subacquee in un documentario naturalistico, forse in preda a una crisi evolutiva, che li può cancellare dal pianeta". The Guardian[12]
- "La rappresentazione della paura primordiale, in agguato sotto la millanteria dei fratelli Cody, è l'aspetto più coinvolgente di un film in cui, l'attenzione per la personalità dei caratteri criminali, rappresenta la risposta australiana a "Quei bravi ragazzi" di Martin Scorsese, senza l'umorismo dei bravi ragazzi". Stephen Holden - The New York Times[13]
- "David Michôd, il regista di Animal Kingdom, è al suo primo lungometraggio ma non ha tradito il suo passato di reporter d'inchiesta sulla criminalità a Melbourne. Il suo è uno sguardo da etologo del crimine: filma il sistema malavitoso come se fosse un regno degli animali, dove vincono i più forti, quelli che mangiano i più deboli (...) superba la prova della nonna 'Smurf' (Jacky Weawer), fantastica donna attempata dai sorrisi psicotici. (...) più che un semplice poliziesco un "crime drama" che rifiuta l'eccesso estetico della morte, gli inseguimenti roboanti ma preferisce personaggi solidi e un "oscuro scrutare" della macchina da presa: lenta, ansiogena, torbida che ricorda il miglior Roman Polański o Cronenberg". Luca Marra - MYmovies.it[14]
- "Animal Kingdom soffre per la sua eccessiva ambizione: Michôd aspira alla tragedia greca ma non ha materiale sufficiente (...) delinea una storia familiare fradicia e persa che, nel giro di pochi gesti a malapena coscienti, ti riempie la testa con le esalazioni tossiche della miseria ereditaria". Michael Atkinson - The Village Voice[15]
- "David Michôd scrive e dirige benissimo (...) l'australiano ha lavorato al suo film per nove anni. E tanto basta. Negli intervalli deve essersi ripassato anche parecchio Shakespeare e rivisto i primi film di Martin Scorsese (...)". Mariarosa Mancuso - Il Foglio[16]
- "Presentato al Festival di Roma, un film australiano di un pessimismo integrale messo in scena come una cronaca giudiziaria e ambientato in un mondo brutto e pericoloso. Gli omicidi non sono rappresentati con truculenza, ma con una freddezza che fa ancor più paura". Roberto Nepoti - La Repubblica[17]

## Adattamento televisivo
Basata sul film, è stata realizzata un'omonima serie televisiva statunitense che andrà in onda su TNT dal 7 giugno 2016. L'ambientazione si sposta dall'Australia al sud della California e racconta le vicende della famiglia criminale dei Cody, guidata dalla matriarca Smurf, interpretata da Ellen Barkin.

## Riconoscimenti
Al Sundance Film Festival del 2010 il film ha conquistato il Premio della giuria: World Cinema Dramatic; per l'interpretazione in questo film l'attrice Jacki Weaver è stata candidata per l'Oscar alla miglior attrice non protagonista ed ha vinto un Satellite Award e un National Board of Review Award.
- Sundance Film Festival 2010: Premio della giuria: World Cinema Dramatic
- National Board of Review Awards 2010: miglior attrice non protagonista (Jacki Weaver)
- Satellite Awards 2010: miglior attrice non protagonista (Jacki Weaver)